# Skomielnianka
Skomielnianka – potok, dopływ Raby. Ma źródła na wysokości około 530 m w miejscowości Skomielna Biała w województwie małopolskim w powiecie myślenickim, gminie Lubień. Spływa w południowo-wschodnim kierunku i w miejscowości Rabka-Zdrój uchodzi do Raby, Następuje to na wysokości około 465 m, w miejscu o współrzędnych 49°37′08,7″N 19°57′33,3″E/49,619083 19,959250. Ma kilka dopływów, największym z nich jest potok Jama.
Skomielnianka to niewielki potok, ma jednak znaczenie topograficzne. Jego doliną biegnie granica między dwoma mezoregionami. Stoki północno-wschodnie to zbocza Lubonia Wielkiego, należącego do Beskidu Wyspowego, stoki północno-zachodnie należą do Kotliny Rabczańskiej, wznosi się w nich Zbójecka Góra. Po orograficznie lewej stronie biegnie droga łącząca Rabkę ze Skomielną Białą.